# 第13師管
第13師管（だいじゅうさんしかん）は、1873年から1885年と、1907年から1925年まであった日本陸軍の管区で、当時14または18あった師管の一つである。1873年からのは九州地方南部を占める鎮台制の師管、1907年からのは新潟県の全部と長野県の北部・中部にあたる師団制の師管で、地域・制度ともに異なる。師団制の第13師管は、新潟県の高田に司令部を置いた第13師団が管轄した。

## 鎮台制の第13師管、歩兵第13連隊

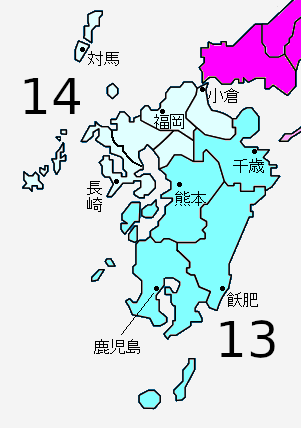
1875年の第13師管。南の濃い水色

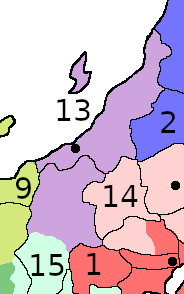
1907年の第13師管。藤色の部分。

### 設置と区域
全国に師管が配置されたのは、各地に鎮台が置かれてから2年後の1873年（明治6年）1月、鎮台条例改定による。第13師管は、熊本鎮台が管轄する第6軍管の下に置かれた2つの師管の一つとして設けられた。熊本を営所として、その地名から熊本師管とも呼ばれた。管内にはほかに、千歳（現在の大分県大分市）、飫肥（現在の宮崎県日南市）、鹿児島、琉球（現在の沖縄県）に分営を設けた。管区の境界は条例で示されなかった。
1875年（明治8年）4月7日改正の「六管鎮台表」には管轄範囲が明示されており、1873年とほぼ同じと推定できる。琉球は管地に含まれず、しかし分営を置く、という特別な扱いであった。
- 第6軍管（1873年1月 - 1885年5月）
  - 第13師管 - 本営は熊本。分営は千歳、飫肥、鹿児島、琉玖。管轄地は白川県、鹿児島県、宮崎県、大分県。
  - 第14師管（小倉師管）。分営は福岡、長崎、対馬

### 第13師管の廃止
1885年（明治18年）5月の鎮台条例改定で、軍管・師管が全国的に変更された。このとき師管の数は12となり、第13師管はなくなった。九州南部には第11師管が置かれることになった。

## 師団制の第13師管

### 第13師団と第13師管
師団制の師管は同じ番号の師団のための徴兵と密接に結びついており、第13師団の兵士は第13師管に戸籍を持つ男子から徴集された。また、第13師管から徴兵された兵士は第13師団に入るのが原則であったが、様々に例外がある。まず、独自の師管を持たない近衛師団には、全国の師管から兵士が送られた。1915年に朝鮮に置かれた2個師団も師管を持たず、内地の師管に人数が割り当てられた。
師管はまた、師団が地域防衛・治安維持に責任を負う範囲でもある。しかし、この時代には国内での反乱の可能性はなくなり、外国軍による日本本土への上陸攻撃も考えにくかった。

### 区域
1907年、陸軍が6個師団を増設することになると、その9月、明治40年軍令陸第3号による陸軍管区表改定で、師管の区割りも変更された。第13師管はこのとき設けられ、新潟県の全部と長野県の3分の2を区域とした。すなわち、長野市を含む長野県北部を新潟県高田町（1911年に高田市）に司令部を置く高田連隊区に入れ、長野県中部を松本連隊区とした。長野県南部は第15師管の飯田連隊区になった。新潟県の佐渡島にあった佐渡警備隊区は、第13師管設置と同時に廃止された。
- 第13師管（1907年9月以降 - 1924年5月6日）
  - 第15旅管
    - 新発田連隊区
    - 村松連隊区

  - 第26旅管
    - 松本連隊区
    - 高田連隊区

1924年5月、軍令陸第5号による陸軍管区表改定で、旅管が廃止された。区割りは変更せず、旅管がなくなっただけである。
- 第13師管（1924年5月7日 - 1925年4月30日）
  - 新発田連隊区
  - 村松連隊区
  - 松本連隊区
  - 高田連隊区

### 2度目の廃止
1925年の宇垣軍縮で、陸軍は4個師団を削減し、第13師団もその対象になった。大正14年軍令陸第2号（4月6日制定、8日公布、5月1日施行）で、第13師管は廃止された。師団・師管の13番目は欠番になった。新潟県は新発田・高田の連隊区にまとめられて東北の第2師管に戻り、長野県は松本連隊区一つになって、北関東の第14師管に属すことになった